# Sperdifferentieel
Een sperdifferentieel is een differentieel met een voorziening om het toegestane snelheidsverschil tussen de beide aangedreven wielen van een auto of tractor te beperken of zelfs het differentieel te blokkeren zodat beide wielen star verbonden zijn.
Een gewoon differentieel kent een dergelijke voorziening niet en laat dus een onbeperkt snelheidsverschil tussen de wielen toe. Een sperdifferentieel laat slechts beperkt snelheidsverschil tussen linker- en rechterwiel toe om een bocht te maken en voorkomt een groot snelheidsverschil dat ontstaat bij doorslippen van een wiel.
Een sperdifferentieel is vaak te vinden op sportieve auto’s en onder terreinauto’s. Bij normaal gebruik heeft een ‘sper’ slechts beperkt nut. Pas bij grotere belasting door hard accelereren of op een terrein met weinig grip, kan deze zijn diensten bewijzen. Door het sperdifferentieel is het mogelijk veel harder uit een bocht te accelereren en kan er makkelijker gedrift worden.